# Maksymilian Bodyński
Maksymilian Bodyński (ur. 4 marca 1829 we Lwowie, zm. 16 sierpnia 1892 w Korczynie) – urzędnik skarbowy, poseł do austriackiej Rady Państwa
Ukończył gimnazjum we Lwowie. Następnie studiował na wydziale filozoficznym, by ostatecznie ukończyć wydział prawa uniw. we Lwowie (1852). Od 1849 pracował jako praktykant, od 1852 asystent w oddziale Buchalterii Państwowej (Provinzional Staats Buchhaltung) we Lwowie (1849-1854). Następnie był koncypientem w Krajowej Dyrekcji Finansowej (Finanz Landes Direction) we Lwowie (1855-1867). Sekretarz Izby Przemysłowo-Handlowej we Lwowie (1864-1892), od 1880 radca cesarski. Członek oddziału lwowskiego Galicyjskiego Towarzystwa Gospodarskiego we Lwowie (1868-1877). Sekretarz Rady Zawiadowczej Banku Krajowego Galicyjskiego we Lwowie (1870-1872).
Był politykiem liberalno-demokratycznym. W latach 1876, 1884-1889 członek Rady miasta Lwowa – członek Sekcji II (dla funduszy i spraw majątkowych gminy oraz handlu i przemysłu. Członek Rady miejskiego Muzeum Przemysłu we Lwowie (1879-1890).
Poseł do austriackiej Rady Państwa V kadencji (21 października 1876 – 22 maja 1879) i VI kadencji (7 października 1879 – 15 kwietnia 1880) – wybrany z kurii III z okręgu wyborczego nr 2 – Izby Przemysłowo-Handlowej we Lwowie. Mandat objął po rezygnacji Józefa Breuera. Drugiej kadencji nie dokończył – zrezygnował z mandatu który objął Klemens Raczyński. W parlamencie austriackim należał do Koła Polskiego w Wiedniu.

## Rodzina i życie prywatne
Urodził się w rodzinie ziemiańskiej, syn Hermana. Ożenił się w 1856 z Izabelą z Klimaszewskich, mieli trzech synów i córkę.

## Odznaczony
Orderem Korony Żelaznej I klasy (1873).